# Marte Høie Gjefsen
Marte Høie Gjefsen née le 6 mars 1989 à Lillehammer est une skieuse acrobatique norvégienne spécialiste du skicross. Licenciée au Lillehammer Skiklubb, elle a trois victoires en Coupe du monde à son actif ainsi qu'une médaille d'or aux Winter X Games en 2012.

## Palmarès

### Jeux olympiques
| Édition/Discipline | Skicross |
| JO 2010            | 11e      |
| JO 2014            | 17e      |

### Championnats du monde
| Édition/Discipline | Skicross |
| Mondiaux 2011      | 8e       |
| Mondiaux 2013      | 11e      |

### Coupe du monde
- Meilleur classement au général : 17e 2010.
- Meilleur classement du skicross : 5e en 2010.
- 8 podiums dont 3 victoires.

#### Détails des victoires
| Édition / Épreuve | Skicross      |
| 2010              | Blue Mountain |
| 2011              | Grindelwald   |
| 2014              | Arosa         |

### Winter X Games
- Médaille d'or du skicross 2012 à Aspen